# .name
.nameは、ジェネリックトップレベルドメイン(gTLD)の一つである。個人名、ニックネーム、芸名、その他の個人を識別する名前を表現するために、個人によって使用されることを目的としている。
.nameドメインは、Hakon HaugnesとGeir Rasmussenによって創設され、2001年にGlobal Name Registryに委任され、2002年1月から完全に機能するようになった。ベリサインは、2002年の.name立ち上げ以来の.nameの取扱い事業者だったが、2008年にGlobal Name Registryを買収した。
.nameのサブドメインは、第2レベル（john.name）と第3レベル（john.doe.name）に登録できる。john@doe.nameという形式の電子メールアドレスを登録することもできるが、その場合は転送先となる別のアドレスが必要となる。第3レベルのサブドメインにおける第2レベルのドメインは共有されており、個人が登録することはできない。
.nameが最初に立ち上げられたときは、第3レベルの登録と転電子メールアドレスの登録だけ可能だった。第2レベルの登録は2004年1月に利用可能になった。当初意図されたドメイン名の構造はfirst.last.nameであり 、それにより個人が自分の名前に対応するドメインを取得することができた。
この第2レベルのドメインが共有されている目的は、できるだけ多くの人が姓を含む電子メールアドレスを取得できるようにするためであった。この共有は、同じ姓を持つ他の人には影響を与えなかった。Globa lName Registryによる調査では、世界の人口の大多数で姓・名の組み合わせが重複していないことが示された。
2009年11月に、国際化ドメイン名(IDN)が第2レベルと第3レベルのドメイン名に使用可能になった。
.nameのWHOISサービスはwhois.nic.nameで利用可能である。ドメイン名の登録は、認定されたICANNレジストラで行える。
2007年9月下旬、セキュリティ研究者は、Global Name RegistryがWHOIS検索1回ごとに料金を請求することによって、ハッカーに隠れ場を提供していると非難した。.nameドメインの詳細な登録情報を参照するごとに2米ドルを要するというポリシーにより、.nameドメイン内にあるマルウェア拡散ホスト、ゾンビコンピュータ、ボットネットのコントロールサーバを見つけて対策を取るコミュニティの取り組みの妨げになるとして批判されていた。ただし、レジストリは、無制限の無料検索を行えるWhoisアクセスプログラムを提供している。